# Dr. Demento
Barret Eugene "Barry" Hansen (1941. április 2., Minneapolis, Minnesota), ismertebb nevén Dr. Demento amerikai rádiós műsorvezető és lemezgyűjtő, aki különleges dalokra és lemezekre, illetve a humorra szakosodik. 1970-ben készült el a "Demento" karakter, amelyet Hansen akkor készített, amikor a Los Angeles-i KPPC-FM rádióállomásnál dolgozott. Nervous Norvus "Transfusion" című dalát játszotta, és DJ "The Obscene" Steven Clean azt mondta, hogy "elmebetegnek kell lennie ahhoz, hogy ezt játssza", így maradt meg a név.

## Élete
Minneapolisban született egy amatőr zongorista gyermekeként. Már 12 éves korában elkezdett lemezeket gyűjteni. A Reed College tanulója volt, ahol a KRRC rádióállomás igazgatója volt. 1963-ban érettségizett, és a UCLA tanulója lett, ahol a folklór és a népzenetudomány témaköreiben szerzett diplomát.
1970-ben vette fel a "Dr. Demento" művésznevet.
2005-ben bekerült a Comedy Music Hall of Fame-be, 2009-ben pedig a National Radio Hall of Fame-be.
Több mint 85.000 lemezzel rendelkezik.

## Diszkográfia
Több válogatáslemezt is megjelentetett:
- Dr. Demento's Delights (1975)
- Dr. Demento's Dementia Royale (1980)
- Dr. Demento's Mementos (1982)
- Dr. Demento Presents the Greatest Novelty Records of All Time Volume I: The 1940s (and Before) (1985)
- Dr. Demento Presents the Greatest Novelty Records of All Time, Volume II: The 1950s (1985)
- Dr. Demento Presents the Greatest Novelty Records of All Time, Volume III: The 1960s (1985)
- Dr. Demento Presents the Greatest Novelty Records of All Time, Volume IV: The 1970s (1985)
- Dr. Demento Presents the Greatest Novelty Records of All Time, Volume V: The 1980s (1985)
- Dr. Demento Presents the Greatest Novelty Records of All Time, Volume VI: Christmas (1985)
- Dr. Demento Presents the Greatest Novelty CD of All Time (1988)
- Dr. Demento Presents the Greatest Christmas Novelty CD of All Time (1989)
- Dr. Demento 20th Anniversary Collection (1991)
- Dr. Demento: Holidays In Dementia (1995)
- Dr. Demento's Country Corn (1995)
- Dr. Demento 25th Anniversary Collection (1996)
- Dr. Demento 2000! 30th Anniversary Collection (2001)
- Dr. Demento's Hits From Outer Space (2003)
- Dr. Demento Interviews, The (2013)
- Dr. Demento Covered in Punk (2018)
- First Century Dementia - The Oldest Novelty Records of All Time (2020)